# 志方鍛

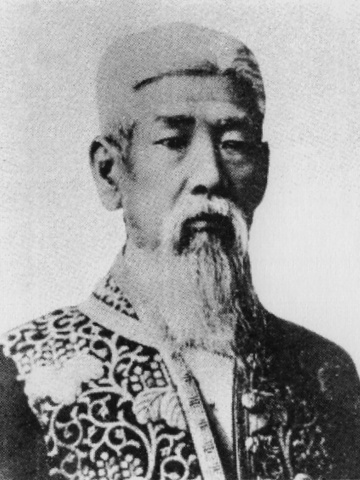
志方鍛

志方 鍛（しかた きとう、1857年5月31日（安政4年5月9日） - 1931年（昭和6年）1月21日）は、明治から大正時代の司法官。大審院判事。広島控訴院長。関西法律学校創立者。

## 経歴
武蔵国大里郡（現埼玉県大里郡）出身。1876年（明治9年）司法省法学校に2期生として入り、1884年（明治17年）卒業する。同年7月、大阪始審裁判所判事補に任じ、関西法律学校創立に関与する。1886年（明治19年）11月、奈良支庁詰となり、ついで京都始審裁判所に転任し、1891年（明治24年）9月、大阪地方裁判所部長判事を経て、大阪控訴院判事となる。1894年（明治27年）11月、東京控訴院に転じるまで関西法律学校で教鞭を執った。のち甲府地方裁判所長、千葉地方裁判所長、大審院判事を経て、広島控訴院長となり、1921年（大正10年）退官した。1931年（昭和6年）1月21日、東京にて没した。詩も能くし詩集『恕堂遺稿』を残した。

## 親族
- 長男：西健（電気工学者）[4]
- 三男：志方益三（化学者）[5]
- 娘婿：河村幹雄（地質学者）[6]